# Vedra

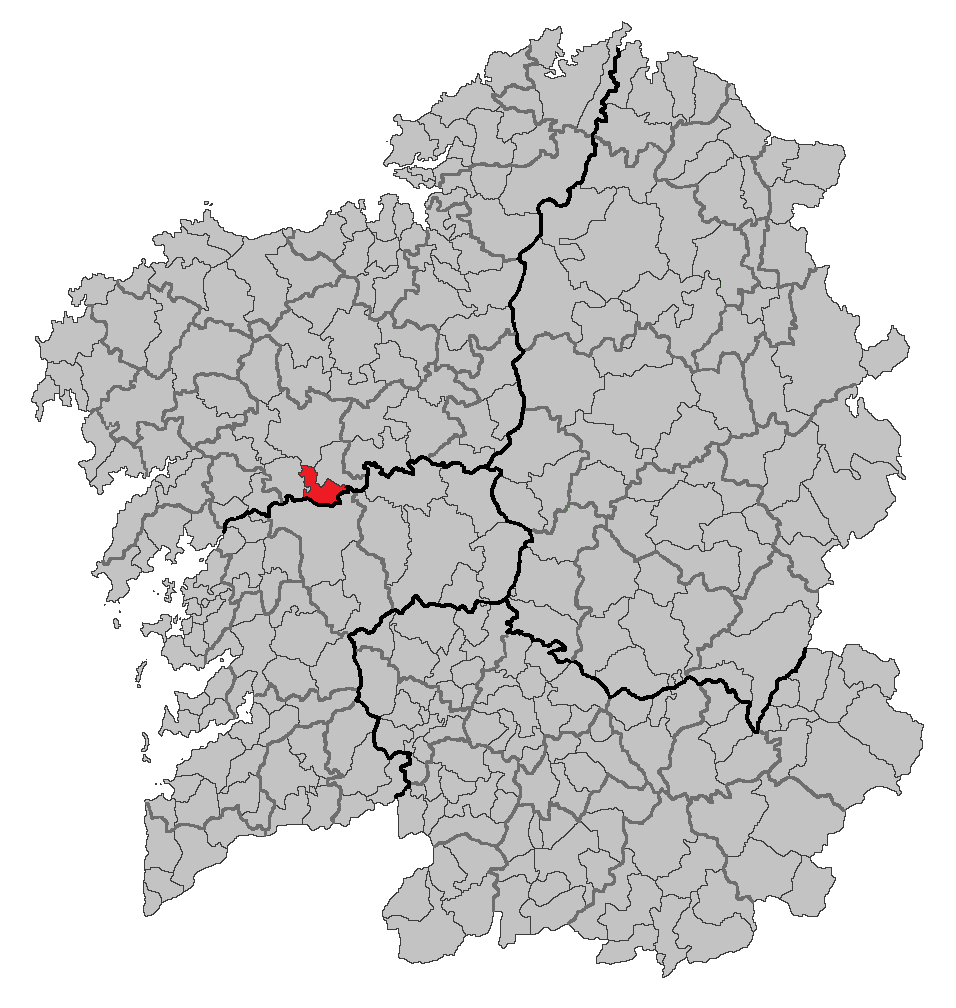
Localização de Vedra

Vedra é um município da Espanha na província 
da Corunha, 
comunidade autónoma da Galiza, de área 53,20 km² com 
população de 5 088 habitantes (2007) e densidade populacional de 95,06 hab/km².

## Galeria de imagens

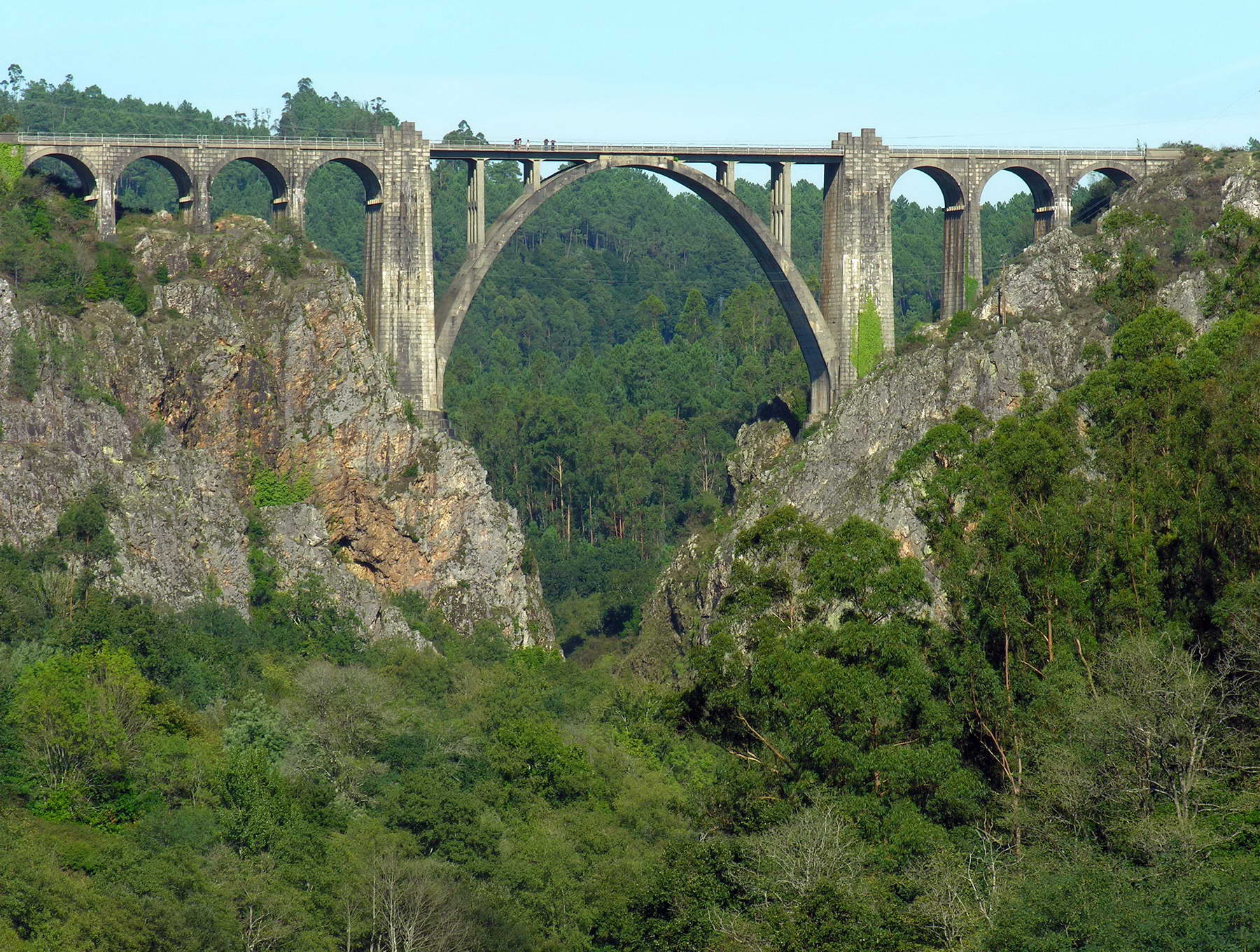
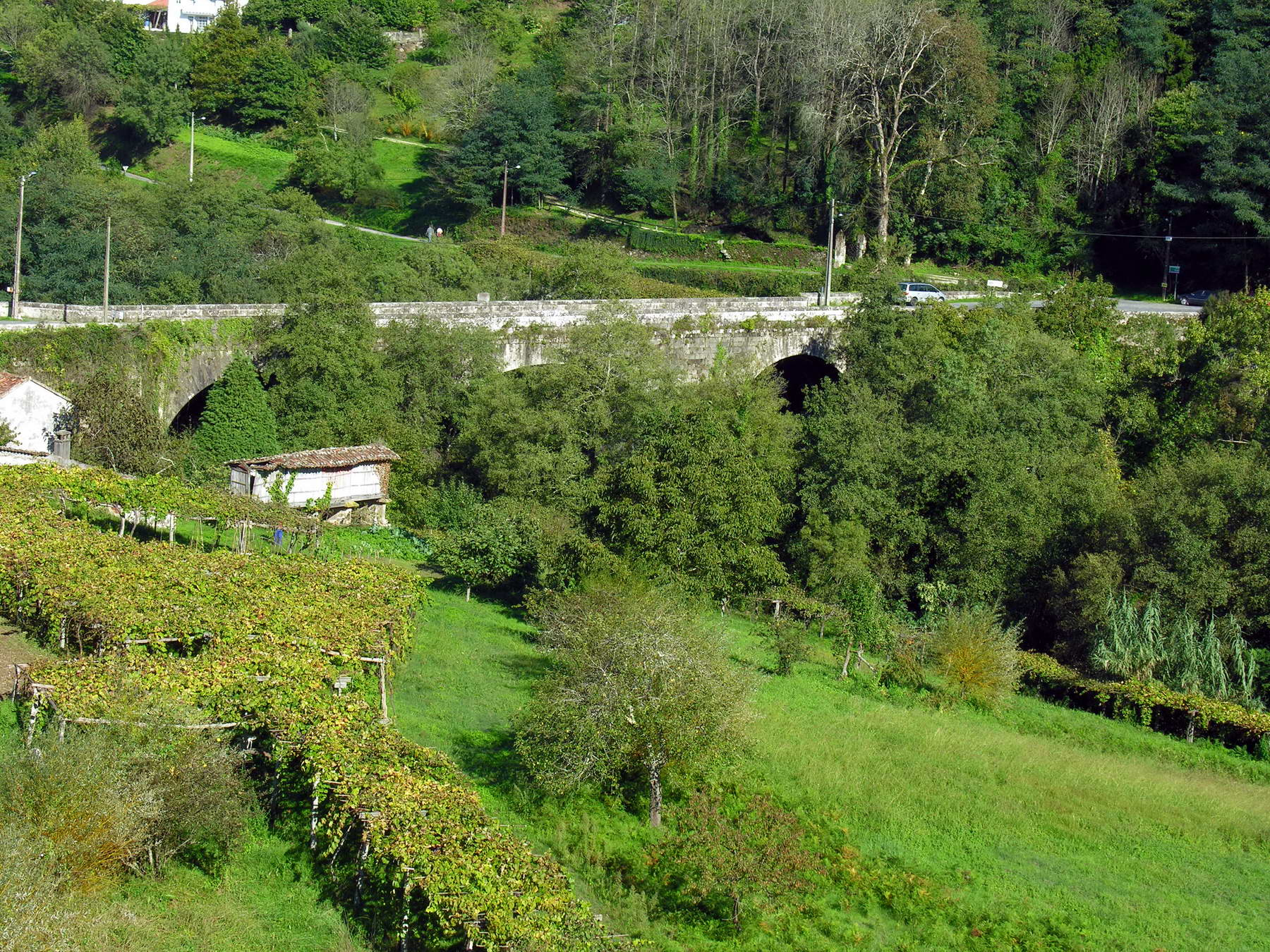
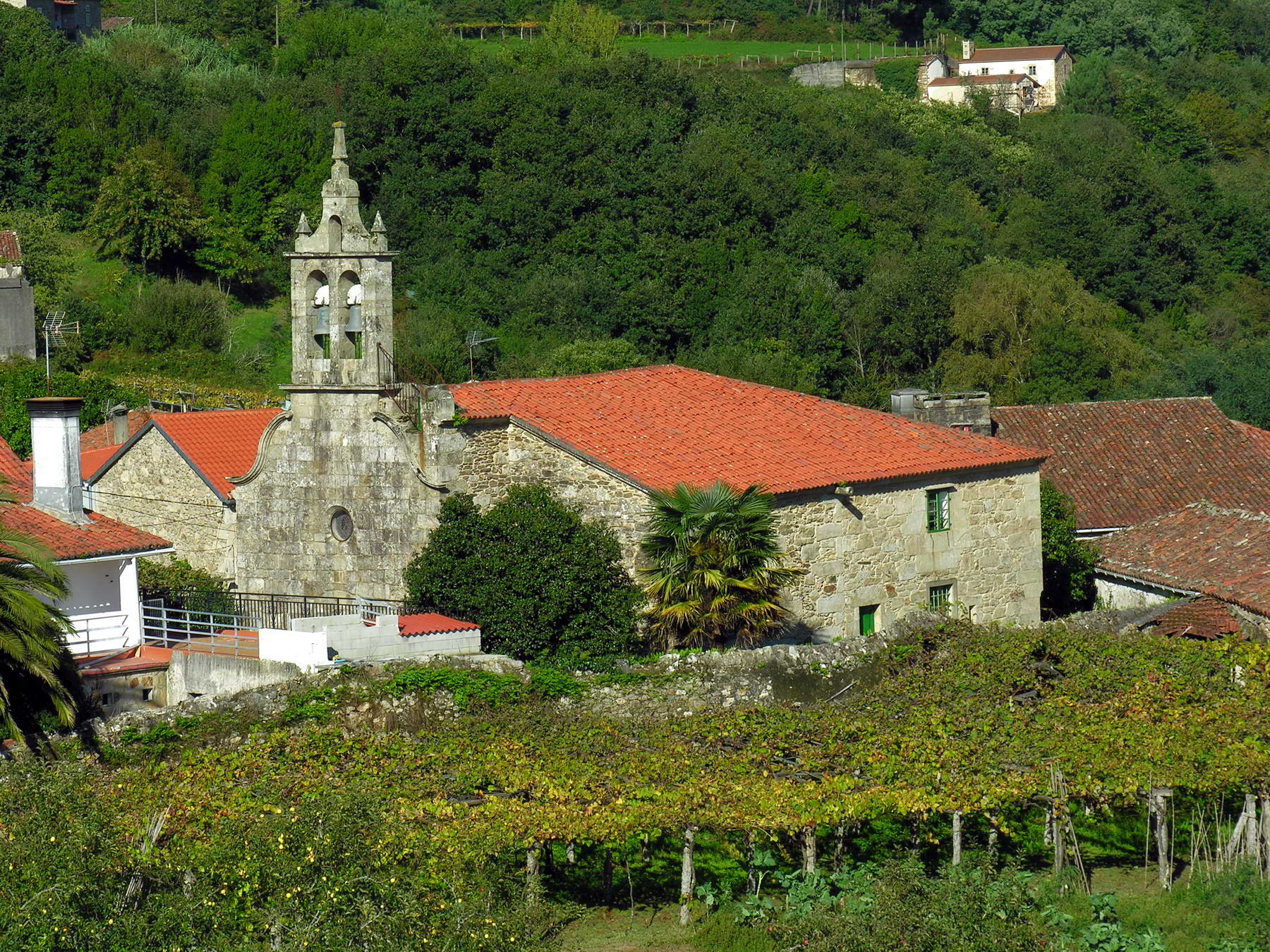
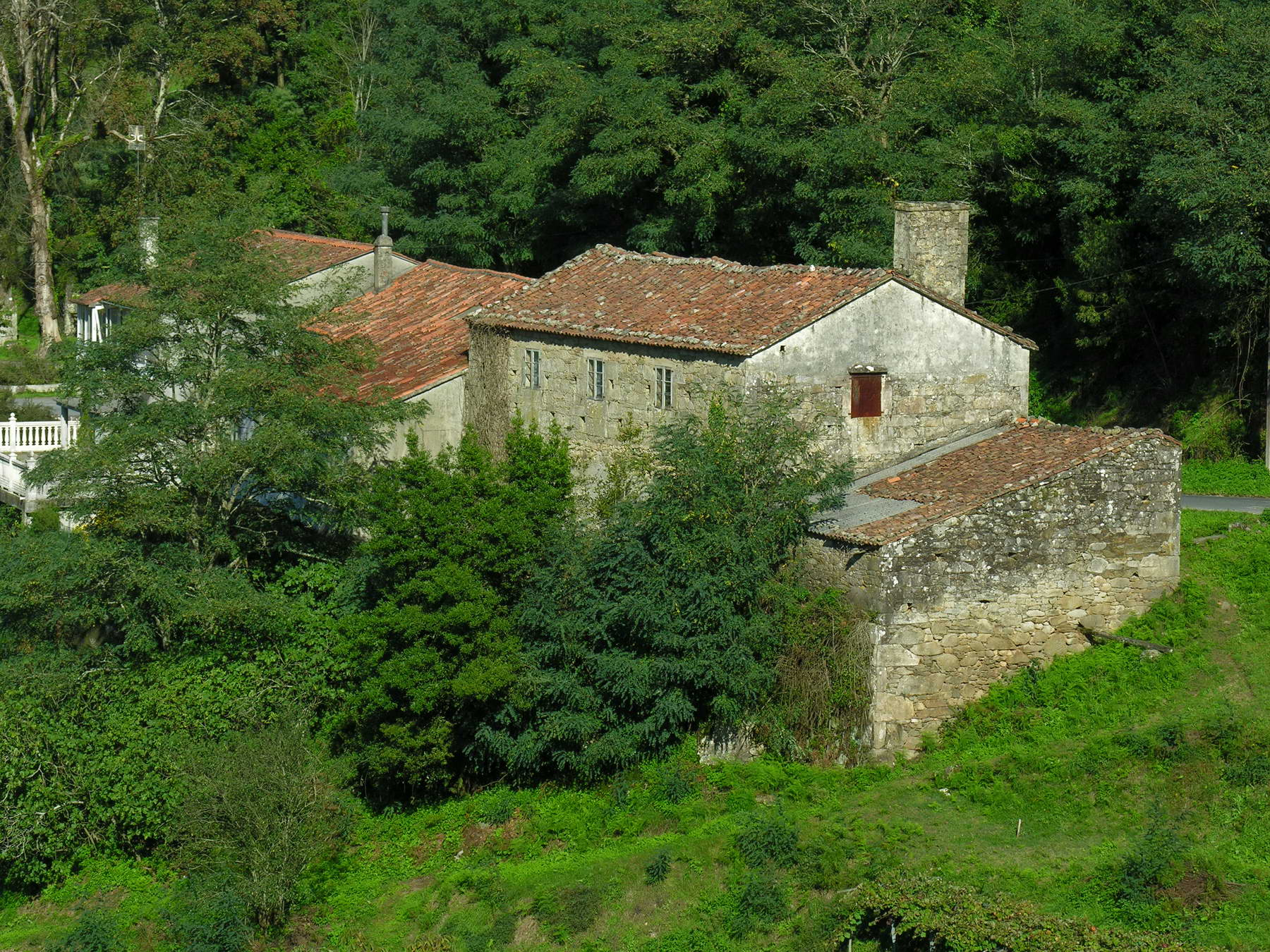

## Demografia
| Variação demográfica do município entre 1991 e 2004 | Variação demográfica do município entre 1991 e 2004 | Variação demográfica do município entre 1991 e 2004 | Variação demográfica do município entre 1991 e 2004 |
| --------------------------------------------------- | --------------------------------------------------- | --------------------------------------------------- | --------------------------------------------------- |
| 1991                                                | 1996                                                | 2001                                                | 2004                                                |
| 5 051                                               | 5 156                                               | 5 031                                               | 5 057                                               |